# Scott Durant
Scott Durant, né le 12 février 1988, est un rameur britannique, champion olympique lors des Jeux olympiques de 2016.

## Palmarès

### Championnats du monde
- 2014, à Amsterdam ( Pays-Bas)
  -  Médaille d'argent en Deux barré

### Championnats d'Europe
- 2014, à Belgrade ( Serbie)
  -  Médaille de bronze en Huit
- 2015, à Poznań ( Pologne)
  -  Médaille d'or en Quatre de pointe